# Општина Бача (Хунедоара)
Бача (рум. Băcia) општина је у Румунији у округу Хунедоара.
Oпштина се налази на надморској висини од 204 m.